# Ademir Medici
Ademir Medici (São Bernardo do Campo, 1950) é jornalista, escritor e memorialista brasileiro.

## História
Formado pela Faculdade Cásper Líbero, começou sua carreira no Diário do Grande ABC (DGABC), em 1972, atuando como repórter, editor do Caderno Sete Cidades, repórter especial, editor de reportagens especiais e secretário de redação. . É o responsável pela coluna "Memória" do DGABC desde 2 de setembro de 1987.
Recebeu o Premio Esso de Jornalismo - Categoria Regional - Melhor Reportagem Local, em parceria com o jornalista Édison Motta (1953-2015), em 1976, pela série de reportagens "Grande ABC: a metamorfose da industrialização"
Em 2009 recebeu o título de Cidadão Honorário do Município de Santo André e no mesmo ano o de Cidadão Diademense.

## Publicações
- De Pilar a Mauá. Prefeitura do Município de Mauá, 1986.
- São Bernardo seus bairros, sua gente. São Bernardo do Campo: PMSB, 1981. CadernosHistóricos.
- Migração, urbanismo e cidadania. Santo André: PMSA, 1991
- São Bernardo do Campo - 200 anos depois: a história da cidade contada pelos seus protagonistas. São Bernardo do Campo: PMSBC, 2012

### Revista Raízes - Fundação Pró-Memória de São Caetano do Sul
- Memória do trabalho e do trabalhador. Raízes, 1, pp.32-35, julho de 1989;
- Crônicas da rua Baraldi. Raízes, 3, pp.36-39, julho de 1990;
- Coronel Saladino, prefeito. Raízes, 4, pp.4-12, janeiro de 1991;
- Era uma rua chamada Rui Barbosa. Raízes, 5, pp.54-57, julho de 1991;
- De volta à velha fábrica.Raízes, 6, pp. 45-49, janeiro de 1992;
- Retratos familiares de velhos morado- res.Raízes, 7, pp.30-32, julho de 1992;
- Casas populares nos anos 40. Raízes, 8, pp.43-46, dezembro de 1992;
- Para entender a formação da Grande São Paulo.Raízes, 9, pp.59-61, julho de 1993;
- Martins, na Inglaterra, pensando em São Caetano.Raízes, 10, pp.4-5, janeiro de 1994;
- Migração e Urbanização. A presença de São Caetano na região do ABC. Raízes, 10, p. 59, janeiro de 1994;
- Imagens dos Rodrigues Vieira. Raízes, 11, pp.27-29, julho de 1994;
- Os primeiros representantes políticos de São Caetano. Raízes, 17, pp. 05-14, julho de 1998;